# ثقب السرة
ثقب السرة أو خرم السرة هو نوع من أنواع الثقب الجسدي. وهي عملية يقام بها عن طريق حفر الحافة العلوية من السرة وإدخال حلقة أو قطعة من المجوهرات. قد تشفى بسرعة مثل ثقب الأذن أو قد تستغرق وقت طويل يصل إلى ستة أشهر، وطالما يتم تنظيفها، وتناول أدوية الالتهاب أو الأدوية المسكنة فستشفى بسهولة.
أصبح وضع حلقة في السرّة موضة شعبية جدا بين النساء منذ التسعينات. مع الأخذ في الاعتبار وجود الآراء الإيجابية والسلبية، لعملية ثقب السرة. وجود القرط في البطن يمثل كلا من وسيلة لتجميل الجسم ورمز لتمكين وقوة المرأة. والأسباب التي تجعل البعض يقوم بها قد تكون جمالية أو روحية أو جنسية.

## التاريخ

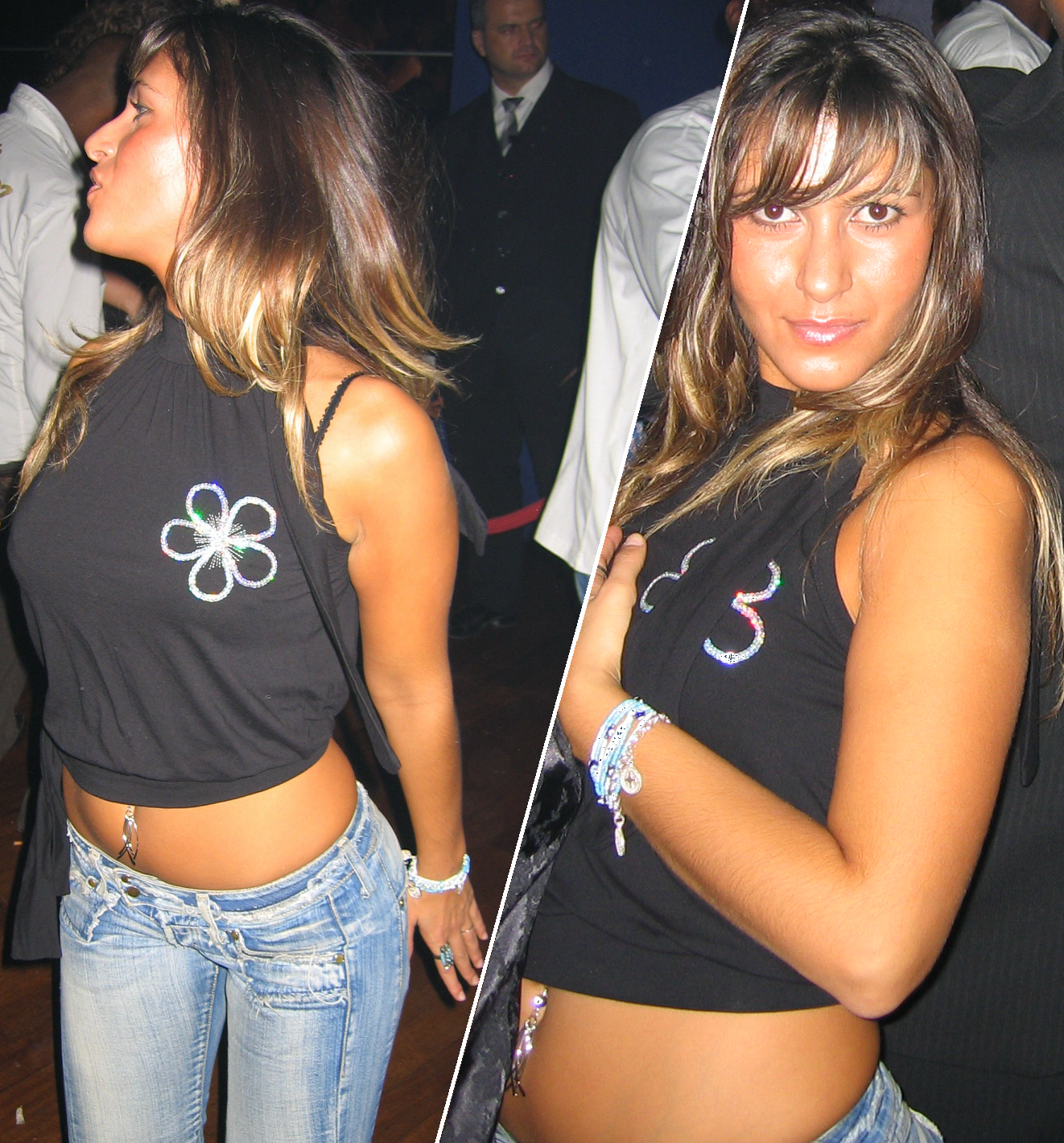
فتاة إنجليزية غير معروفة، ويلاحظ في الصورة خرم السرة. وقد جذب هذا الشكل العديد من الفتيات ويعتبر نوع من الموضة.

منذ العصور القديمة، شعر الناس بالحاجة إلى تزيين وتغيير مظهر أجسادهم بطرق مختلفة. ثقب الجسد يعتبر واحدة من أقدم وأشهر أشكال تعديل شكل الجسم. ويُقدر أن هذه التقنية عمرها ما يقرب من 5000 سنة. وكان ثقب الجسم يعتبر علامة على الرجولة والشجاعة وعادة ما يكون شكلا من أشكال الحياة المختلفة، مثل الثروة والقوة، ومع مرور الوقت، اعتمدت هذه التقنية وتكيفت مع مختلف الثقافات في جميع أنحاء العالم. وكان الفراعنة المصريون يعتقدون أن القرط في السرة هو علامة على انتقال الروح من الحياة في الأرض إلى الخلود.
يعتبر ثقب السرة أحد أنواع ثقب الجسد الأكثر شيوعا اليوم، وقد لعبت الثقافة الشعبية دورا كبيرا في تعزيز هذا النوع، في الثمانينيات، روجت مادونا لعملية الكشف على منطقة السرة في حفلاتها وخلال أزيائها. حيث كانت منطقة السرة تعرف عادة على أنها منطقة حساسة للمرأة، واستغلت كفرصة في الترويج للحياة المتفتحة بالنسبة للمجتمع وإعطاء النساء المزيد من السلطة والثقة بالنفس.
واستمرت حملة النسوية في التسعينات في تشجيع الإطلالة الجريئة، وكانت أبرز مفردات موضة التسعينات تتمثل في التوب القصير الكاشف للبطن، والتي غالبا مايتم تنسيقها مع التنانير القصيرة أو السراويل الواسعة. ويعزى أول ظهور عام لامرأة تحمل ثقبا في بطنها إلى العارضة كريستي تورلينغتون في عرض أزياء في لندن في عام 1993. ومع ذلك، لم يحظى خرم السرة بشهرة كبيرة عند العامة، إلا عندما أصدرت فرقة الروك إيروسميث فيديو كليب لأغنيتهم «كراين». وبثته قناة إم تي في ويعرض قصة فتاة في سن المراهقة، تلعب دورها الممثلة أليسيا سيلفرستون تتعرض للإساءة من قبل حبيبها، ولذا تقرر تغيير حياتها وإحداث ثورة في شخصيتها الأنثوية، فتقوم بثقب بطنها في صالون متخصص.

## المخاطر
على الرغم من أن ثقب السرة يعتبر من رموز الموضة وربما يجعل السرة والحجاب الحاجز يبدو أكثر جاذبية، فإنها تحمل العديد من المخاطر للجسم، ولا سيما:
- العدوى: مع الوقت، وبسبب عدم الانتظام على تعقيم الثقب بالمحلول الملحي وتناول الادوية المضادة للالتهابات، العرق والبكتيريا قد تسبب العدوى. العدوى البكتيرية يمكن أن تؤدي إلى الخراجات.
- تندب:
- الرفض: الرفض هو عندما يستشعر الجسم، الأجسام الغريبة ويبدأ في دفعها للخروج من النظام. هذا يمكن أن يحدث حتى لو كان مرتديها يأخذ رعاية جيدة لثقب السرة.
- الهجرة: يمكن أن يحدث الهجرة عندما يكون هناك الكثير من الحركة للثقب ويؤثر على الشفاء بشكل مريح حول منطقة السرة. لتجنب الهجرة، تأكد من تجنب الحركة المفرطة مع حلقة بطن جديدة.

## إرشادات

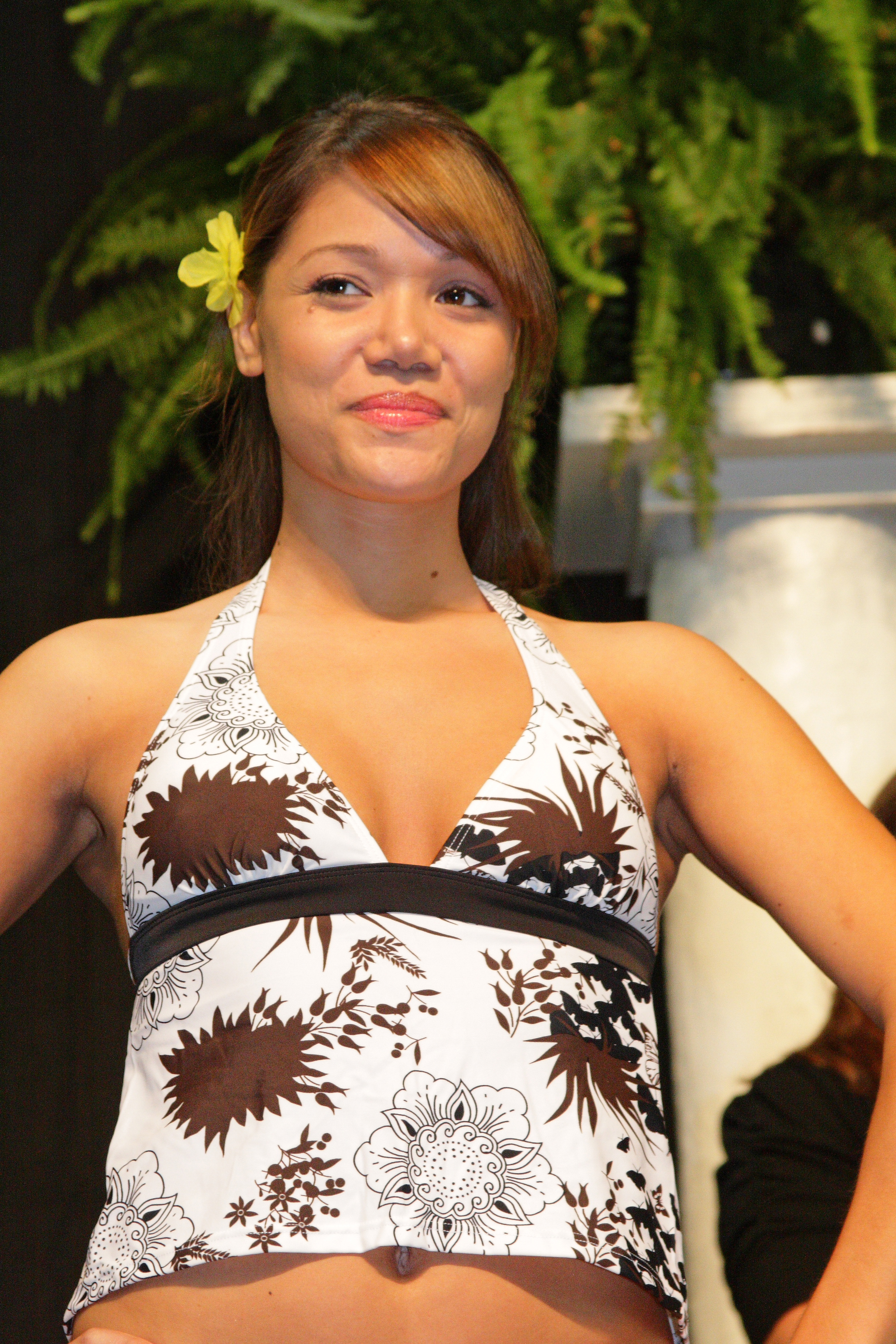

رغم أن الأقراط التي تضعها الفتاة في أذنها لا تؤدّي إلى أي أضرار جسدية من حيث الأوجاع والالتهابات والمشاكل الصحية كالصدف، الّا في الحالات النادرة.
فإن الحلقة في السرّة تعتبر نوع من العمليات الصغيرة التي يتوجّب فيها استخدام المسكّنات الموضعية واحياناً تناول أدوية الالتهاب أو الادوية المسكنة مدّة اسبوع، وهذه الأدوية يجب أن تكون بوصفة من الطبيب.
كما أن هناك بعض الإرشادات التي يجب أن تتبعها الفتاة قبل وبعد وضع الحلقة:
قبل وضع الحلقة في السرّة:
1. يجب التأكّد من صحة السرّة، وعدم وجود أي تقرّحات داخلها.
2. تنظيف السرّة جيداً بأدوية معقّمة يتمّ جلبها من الصيدلية.
3. الانتباه إلى عدم وجود انتفاخ في المعدة.
4. تحضير أدوية موضعية تساعد على التخفيف من الوجع.
5. اختيار طبيب أو شخص مختصّ للقيام بهذه الخطوة.

أما الخطوات التي يجب أن تتبعها الفتاة بعد ثقب السرّة، فهي:
1. عدم ارتداء ملابس ضيقة عند الخصر.
2. الابتعاد عن الاغذية الدسمة لاسبوع والتركيز على شرب الماء والعصائر.
3. يفضّل النوم على الظهر أو الجنب، وان يكون السرير مفرداً كي لا تأتي أي ضربة خاطئة على السرّة ما يحدث وجعاً كبيراً وربما يسبب ضرراً.
4. لا يجب ان تقترب الماء إلى هذا الجزء من الجسم في الايام الخمسة الاوائل.
5. تنظيف الثقب بشكل يومي وبطريقة رقيقة لا تؤدّي إلى تمزّق الجلدة أو نزع الحلقة.
6. عدم التعرّض للشمس، أو النزول إلى البحر الا في حال التحم الجرح بسرعة.

## لماذا هو مرفوض
بينما زدات موضة ثقب السرة شعبية، بدأت في اعتمادها العديد من النساء العاملات في صناعة الاباحية والراقصات في النوادي. لهذا السبب، فإن وجود الحلقة في السرة وكشف البطن يعرض الفتاة أحيانا للنقد. ويعتبر البعض ثقب السرة بأنها تمثل علامة على الفجور والسطحية، أو يرتبط بالفتاة الوقحة.

## روابط خارجية
- ما القول في ثقب الجسد؟
- ثقب الجسد: كيفية الوقاية من المضاعفات